# Siphonidium capitatum
Siphonidium capitatum är en svampdjursart som beskrevs av William Johnson Sollas 1888. Siphonidium capitatum ingår i släktet Siphonidium och familjen Siphonidiidae.
Artens utbredningsområde är havet kring Indonesien. Inga underarter finns listade i Catalogue of Life.